# Пеплос

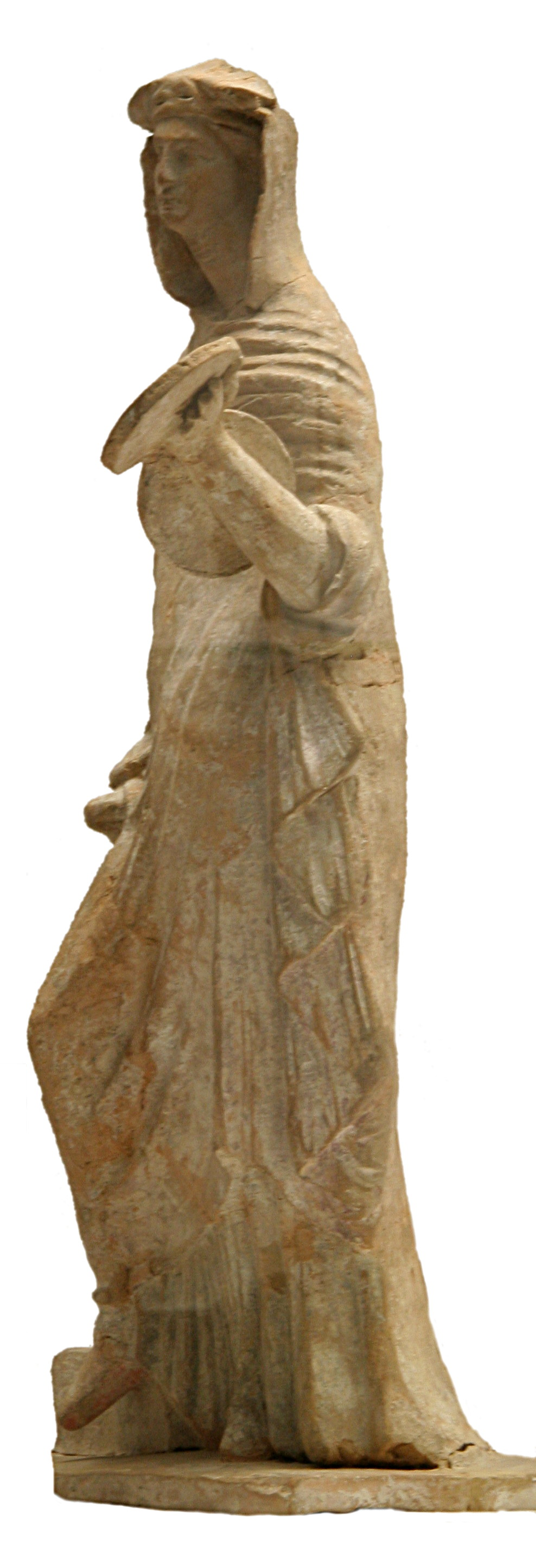
Терракотовая статуэтка гречанки в пеплосе

Пе́плос, пе́плон или пе́плум (др.-греч. πέπλος, πέπλον, лат. peplum буквально «покров») в Древней Греции и, впоследствии, в Древнем Риме (с VIII по II век до н. э.) — женская верхняя одежда из лёгкой ткани в складках, без рукавов, надевавшаяся поверх туники. Пеплум длиннее хитона, с большим количеством складок; правая сторона не сшита, несшитые кромки ткани отделаны каймой.
Впоследствии похожую одежду носили кельты.
У римлян пеплосу соответствовала палла — женское одеяние, имевшее форму квадратного или продолговатого четырёхугольного пледа, иногда с вышивкой.

## Основные сведения
У Гомера слово пеплос обозначает собой длинную, достигавшую земли одежду, надевавшуюся прямо на тело и оставлявшую один бок открытым. Руки также оставались открытыми, откуда обычный эпитет гречанок — белорукие (греч. λευκώλενοι). Ткань пеплоса была обыкновенно цветная: упоминаются шафрановый, ярко-красный и смешанные цвета (греч. ποικίλος πέπλος, «пёстрый пеплос»); нередко пеплос украшался вышивками. Необходимой принадлежностью пеплоса был пояс (греч. ζώνη).
Снятый пеплос служил подстилкой на сиденьях и на колесницах; в пурпурный пеплос была завернута золотая урна с прахом Гектора. В послегомеровскую эпоху пеплос продолжал существовать, но украшался с восточной роскошью, против которой иногда раздавались протесты со стороны законодателей. Радикальная перемена моды произошла, по Геродоту, в середине VI века до н. э., когда вошли в употребление ионийские фасоны. Показание Геродота подтверждается данными керамики: на вазах с черными фигурами (архаический стиль) пеплос — обычная одежда, на вазах из переходной эпохи (середина VI века до н. э.) архаическая одежда встречается в соединении с ионийской, на вазах с красными фигурами архаический пеплос уже не попадается.
В новую эпоху (с V века до н. э.) слово пеплос утратило своё первоначальное значение и стало употребляться в неопределенном значении одежды вообще; лишь в смысле одежды героев, богов и певцов на сцене, а также богини Афины сохранилось архаическое значение слова. Пеплос богини Афины ежегодно в торжественной процессии провозился по всему городу в храм богини во время Панафиней; подобно парусу, он прикреплялся к мачтам священного корабля и выставлялся напоказ всему народу. Над его изготовлением трудились под руководством жриц богини особые ткачихи, в течение целого года украшая одежду узорным рисунком, изображавшим битву богов с гигантами, в которой участвовала сама богиня.